# Nokia 6610i
Nokia 6610i – model telefonu komórkowego firmy Nokia z serii S40. Jest dokładnie taki sam jak Nokia 6610, ale dodatkowo ma wbudowany aparat cyfrowy i posiada znacznie więcej wbudowanej pamięci.

## Dane techniczne

### Pamięć
- 4 MB

### Sieci
- 900 GSM
- 1800 GSM
- 1900 GSM

### Transmisja danych
- GPRS
- transmisja danych do 43,2 kb/s
- CSD
- HSCSD
- modem
- podczerwień
- USB (z komputerem)

### Funkcje
- SMS
- MMS
- poczta elektroniczna za pośrednictwem SMS
- czat
- wbudowany aparat o rozdzielczości 0,1 Mpx (megapikseli)
- aplikacje Java
- dźwięki polifoniczne
- wbudowane radio FM
- kalkulator